# Шахматное обозрение
«Шахматное обозрение» — ежемесячный журнал, выходил в Москве с июля 1891 г., с перерывами (1891—1893, 1901—1904, 1909—1910). Редактор-издатель — Д. И. Саргин и П. П. Бобров (1891—1892, № 1—16), Саргин (1892, № 17 — 1893), Бобров (с 1901). Был задуман как издание, посвященное в равной мере шахматам и шашкам; отсюда первоначальное название «Шашечница» (1891). С 1892 г. выходил под названием «Шахматное обозрение». В течение нескольких лет (апрель 1903—1904, 1909—1910) являлся единственным периодическим шахматным изданием в России. Главная цель — освещение шахматной жизни в России. В «Шахматном обозрении» сотрудничали многие видные русские и иностранные шахматисты и шахматные литераторы. Публиковал хронику шахматных событий в России и за рубежом, партии турниров и матчей, проводимых Московским шахматным кружком, итоги соревнований в Петербурге и в других городах. Широко освещал 3-й Всероссийский шахматный турнир (1903), Международный шахматный конгресс памяти М. И. Чигорина (1909). Проводил многочисленные турниры по переписке, в одном из которых дебютировал А. А. Алехин (1904).
Печатал теоретические статьи и анализы С. З. Алапина, А. Ф. Гончарова, И. Т. Савенкова, А. Н. Хардина, М. А. Шабельского и других. Опубликовал теоретическую статью М. И. Чигорина «Гамбит Кизерицкого» (1903), «Очерки по теории шахматных задач» А. В. Галицкого (1901—1903), ряд материалов по истории шахмат — «К истории шахматной игры» М. К. Гоняева, «Исторические справки о шахматах в России» С. Сорокина, «К вопросу об эволюции шахматной игры...» Савенкова. Интерес представляют литературные материалы: «Арабески», «Из шахматного архива» (высказывания о шахматах, в том числе великих русских писателей) и другое.
Уделял внимание шахматной композиции: проводил конкурсы составления (в том числе тематические) и решения задач, печатал статьи и заметки по шахматной композиции A. В. Галицкого, Н. И. Максимова, А. А. Троицкого и других. Опубликовал «Проект устава Всероссийского шахматного союза» (1909) и статью С. А. Зноско-Боровского «К вопросу об организации Всероссийского шахматного союза».
Регулярно вёл раздел «Шашки»; помещал партии, задачи, хронику, аналитические и библиографические заметки, проводил конкурсы решения задач. Выпустил «Московский шахматный альманах» (1894), альманахи «Шахматные вечера» (1901), «Чёрный король» (1903), сборник партий 3-го Всероссийского шахматного турнира (1904).